# Thorecta typhina
Thorecta typhina är en svampdjursart som först beskrevs av Jean-Baptiste Lamarck 1814.  Thorecta typhina ingår i släktet Thorecta och familjen Thorectidae. Inga underarter finns listade i Catalogue of Life.